# Provinz Cagayan
Koordinaten: 18° 18′ N, 121° 48′ O
Cagayan ist eine Provinz der Philippinen in der Region Cagayan Valley (auch Region II genannt), welche sich auf der Hauptinsel Luzon befindet. Die Hauptstadt der Provinz ist Tuguegarao, die auch das Zentrum der ganzen Region darstellt. Die Provinz grenzt im Westen an die Provinzen Ilocos Norte und Apayao, im Süden an Kalinga und Isabela. In Cagayan werden vier Sprachen gesprochen: Ilokano, Tagalog, Ibanag und Itawit. Gouverneur der Provinz ist seit 2004 Edgar R. Lara.
Die Provinz hat nichts mit der Stadt Cagayan de Oro zu tun, die sich auf der Insel Mindanao befindet und auch nichts mit der Inselgruppe Cagayan-Archipel, die in der Nähe von Palawan zu finden ist.

## Geographie
Die Provinz besitzt eine Größe von 9.295,75 km² und hat 1.199.320 Einwohner (Zensus 1. August 2015). Dadurch ergibt sich eine Bevölkerungsdichte von 129 Einwohnern pro km². Im Norden der Provinz mündet der längste Fluss der Philippinen, der gleichnamige Cagayan, welcher auch der Region den Namen gibt, in die Luzonstraße. Weitere größere Flüsse sind der Abulug und der Rio Chico.
In ihr liegen die zur Provinz gehörenden Babuyan-Inseln und die kleinere Insel Palaui, die auch als Boracay des Nordens bekannt ist. Im Osten der Provinz erstreckt sich die Sierra Madre, in der das größte Naturschutzgebiet der Philippinen liegt, der Northern Sierra Madre Natural Park. Im Westen der Provinz liegen Teile des Kalbario-Patapat-Nationalparks auf dem Gebiet der Provinz. Weitere Naturschutzgebiete sind das Palaui Island Marine Reserve, das Peñablanca Protected Landscape & Seascape und der North Eastern Cagayan Protected Landscape and Seascape. In der Provinz liegen die fünf aktiven Vulkane Camiguin de Babuyanes, Didicas, Babuyan Claro, Smith Volcano und der Cagua.

## Mensch und Kultur
Die Mehrheit der Bevölkerung stammt von den Ilocanos ab, die aus der westlichen Nachbarregion kommen. Ursprünglich waren die Ibanag das größte Volk, die die Spanier als erstes sichteten und welche bald christianisiert wurden. Dadurch breitete sich die Sprache der Ibang in diesem Gebiet aus.
Malauegs, Itawits, Gaddangs, Gruppen nomadischer Aetas sowie Ibatans passten sich der Kultur der Ibanags und Ilocanos an und Cagayan wurde zu ihrer neuen Heimat. In letzter Zeit ziehen immer mehr Muslime aus dem Süden sowie den Tagalog-sprechenden Philippinen vom Süden Luzóns nach Cagayan. Wegen des Einflusses dieser Gruppen, wie den Ilocanos könnten nach jetziger Ansicht möglicherweise die kleineren ethnischen Gruppen aussterben.
Die archäologischen Ausgrabungsstätten im Cagayan Valley, die auf dem Gebiet der Provinz liegen, stehen seit 2006 auf der Vorschlagsliste der Philippinen zur Aufnahme in die Welterbeliste der UNESCO.

## Städte und Gemeinden
Cagayan ist untergliedert in 28 Gemeinden und eine Stadt, die sich wiederum in 820 Barangays aufteilen.

### Städte
- Tuguegarao

### Gemeinden
| - Abulug - Alcala - Allacapan - Amulung - Aparri - Baggao - Ballesteros - Buguey - Calayan - Camalaniugan | - Claveria - Enrile - Gattaran - Gonzaga - Iguig - Lal-lo - Lasam - Pamplona - Peñablanca | - Piat - Rizal - Sanchez-Mira - Santa Ana - Santa Praxedes - Santa Teresita - Santo Niño - Solana - Tuao |

## Bedeutende Bildungseinrichtungen
- Cagayan State University